# 藤井貢
藤井 貢（ふじい みつぐ、1909年8月28日 - 1979年10月23日）は、東京市出身の俳優、元ラグビーユニオン選手。日本代表キャップは1。

## 来歴
慶應義塾普通部と慶應義塾大学予科を経て、慶應義塾大学法学部政治学科に進学。同大学ではラグビー部で活躍した。
1930年9月24日、カナダのバンクーバーで、最初のラグビー日本代表選手として初の海外遠征かつ初のキャップ対象試合となるブリティッシュコロンビア州代表戦に、センター(CTB)のポジションで出場した。このため、歴代キャップナンバーは当時の背番号通り「12」となった。
1931年に横浜外人チームとの試合でアキレス腱を断裂したために、ラグビー選手を引退する。
1932年5月に、当時、松竹蒲田撮影所所長であった城戸四郎にスカウトされて、大学在学中に松竹蒲田に入社して俳優になった。その後は東京発声映画製作所、新興キネマ、松竹下加茂撮影所と変遷。
松竹蒲田制作の『大学の若旦那』シリーズの主演で人気となる。これは戦後、加山雄三主演による『若大将』シリーズの元になった。
戦時中も松竹下加茂制作で高田浩吉と組んだ『彌次喜多』シリーズなど多くの映画作品に出演した。
第二次世界大戦後は松竹、大映、東映で活躍した。晩年はテレビ時代劇作品にもレギュラー出演した。

## 出演作品
- 『大学の若旦那』シリーズ（1933年ほか、松竹）[9] - 主演（藤井実 役、藤井金太郎 役）
- 『彌次喜多』シリーズ（1941年ほか、松竹下加茂） - 主演（喜多さん 役）
- 『破れ奉行』（1977年、テレビ朝日） - 稲葉越中守

など

## 注
1. 1 2  “ADEAC（アデアック）：デジタルアーカイブシステム”. 日本ラグビーフットボール協会／日本ラグビー デジタルミュージアム. 2022年11月9日閲覧。
2. 1 2 3  『日本映画俳優全集・男優編』、キネマ旬報増刊1979年10月23日号、キネマ旬報社、1979年、P501
3. ↑  大友信彦編『ザ・ワールドラグビー』、新潮社、P44
4. ↑  “代表キャップ保持者一覧”.   日本ラグビーフットボール協会. 2023年1月15日閲覧。
5. ↑  大学の後輩にあたる加山雄三が主演した、若大将シリーズのルーツと言われている。
6. ↑  “https://twitter.com/shochiku_corp/status/1029548302331719682”. Twitter. 2023年1月15日閲覧。
7. ↑  “藤井貢”. www.jmdb.ne.jp. 2022年11月9日閲覧。
8. ↑  “破れ奉行”. agua.jpn.org. 2022年11月9日閲覧。
9. ↑  yonokichi (2021年10月11日). “大学の若旦那（昭和8年）”. 大船シネマ. 2022年11月9日閲覧。